# 173 Ino
173 Ino је астероид главног астероидног појаса са пречником од приближно 154,10 km.
Афел астероида је на удаљености од 3,309 астрономских јединица (АЈ) од Сунца, а перихел на 2,175 АЈ.
Ексцентрицитет орбите износи 0,206, инклинација (нагиб) орбите у односу на раван еклиптике 14,215 степени, а орбитални период износи 1659,110 дана (4,542 године).
Апсолутна магнитуда астероида је 7,66 а геометријски албедо 0,064.
Астероид је откривен 1. августа 1877. године.